# Гирнык, Николай Андреевич
Никола́й Андре́евич Гирны́к (укр. Микола Андрійович Гірник; 7 июня 1923, село Вербовец, ныне Катеринопольского района Черкасской области, Украина — 8 декабря 1981, Киев) — украинский советский поэт, переводчик, журналист. Отец поэта Павла Гирныка.

## Биография
Родился в семье крестьянина. После окончания средней школы поступил на филологический факультет Львовского университета. Обучение прервала Великая Отечественная война.
С июня 1941 года Николай Гирнык в Советской армии. Был командиром орудия, офицером-корректировщиком, командиром артиллерийской батареи, принимал участие в боях на Сталинградском и Карельском фронтах. Трижды ранен. В 1946 году демобилизовался и продолжил обучение в Киевском университете, который окончил в 1950 году. В 1947 году стал членом ВКП(б).
В 1949—1954 годах занимался редакционной работой. В 1954—1956 годах учился в Москве на Высших литературных курсах при Литературном институте имени А. М. Горького. Завершив обучение, возвратился к редакционной работе. Работал в редакции газеты «Київська правда» (рус. «Киевская правда»), заведующим отделом поэзии журнала «Вітчизна» (рус. «Отчизна»), заместителем редактора газеты «Друг читача» (рус. «Друг читателя»).
Награждён орденом Красной Звезды, медалями.
Умер в Киеве на 59-м году жизни. Похоронен на Берковецком кладбище. На могиле установлен памятник, представляющий собой расширенную вверх стелу из серого гранита, на которой бронзовыми буквами сделана надпись на украинском языке: «Микола Андрійович Гірник. 7.VI.1923 — 8.XII.1981». Под надписью — бронзовое гусиное перо.
В родном селе поэта Вербовец его именем названа школа.

## Творчество
Первые стихи напечатал в 1938 году в районной газете. Во время войны печатался в дивизионных, армейских и окружных газетах.
Первый сборник стихов «Моя Звенигородщина» увидел свет в 1950 году. Его основной темой стало послевоенное возрождение родного края. В том же году поэта приняли в члены Союза писателей Украины. Всего издал более 15 сборников. Среди них:
- 1952 — «Вірність» (рус. «Верность»),
- 1953 — «Друзі-солдати» (рус. «Друзья-солдаты»),
- 1955 — «Ромашковий цвіт» (рус. «Ромашковый цвет») — лирический дневник,
- 1957 — «Совість» (рус. «Совесть») — поэтическая хроника,
- 1958 — «Сонце і грози» (рус. «Солнце и грозы»),
- 1959 — «Сурмачі» (рус. «Горнисты»),
- 1960 — «В авангарді світу» (рус. «В авангарде мира»),
- 1963 — «Стартують мрії» (рус. «Стартуют мечты»),
- 1965 — «Сузір’я серця» (рус. «Созвездия сердца»),
- 1966 — «Цвіте терен» (рус. «Цветёт терновник»),
- 1968 — «Поезії» (рус. «Стихи»),
- 1969 — «Крізь відстані» (рус. «Сквозь расстояния»),
- 1973 — «Одвічне, сьогоденне» (рус. «Непреходящее, нынешнее»),
- 1975 — «Невтома» (рус. «Без устали»).

В 1957 году в Москве в издательстве «Советский писатель» тиражом 5000 экземпляров вышел сборник стихов Гирныка «Ромашки». На русский язык стихи поэта перевёл Егор Исаев.
В 1983 году в Киеве посмертно вышла книга Гирныка «Назавжди солдат» (рус. «Навсегда солдат»). В ней собраны стихи, написанные в последние годы жизни уже тяжело больным поэтом. Одно из его последних стихотворений посвящено сыну Павлу.
Если в первых сборниках («Вірність», «Друзі-солдати», 1952—1953 годы) поэт рассказывал о буднях войны, мужестве и героизме советских воинов, то в дальнейшем круг его тем значительно расширился: это борьба за мир, труд, дружба, любовь.
В цикле сатирических стихов «Короїди» (рус. «Короеды»), опубликованном в 1959 году в журнале «Вітчизна», поэт высмеял мещанскую, собственническую мораль, равнодушие, лодырничество. Кроме того, средствами сатиры Гирнык заклеймил номенклатурных чиновников, называя их карьеристами, шкурниками, перерожденцами, одним словом — короедами. Тем самым писатель отозвался на прозвучавший ещё в 1952 году призыв партии: «Нам нужны советские Гоголи и Щедрины». Критик Владимир Пьянов, который вместе с Николаем Гирныком работал в то время в журнале «Вітчизна», вспоминал: «По странному совпадению секретарём Киевского городского комитета Компартии был самовлюблённый человек по фамилии Короед. Это обстоятельство придало подборке стихотворений целенаправленный характер, что в полную силу было использовано против редакции и против цензора, а в первую очередь против автора — Николая Гирныка. Вчерашний фронтовик мужественно переносил колкие выпады…» Когда же поэт лишился работы в журнале и даже скудных заработков, он не выдержал напряжения и «начал топить горе в рюмке».
Гирнык переводил поэзию и прозу с языков народов СССР (русского, белорусского, литовского, казахского) на украинский язык. Среди переведённых произведений стихи Максима Танка, Михаила Светлова, повесть Михаила Алексеева «Хлеб — имя существительное» (укр. «Хліб усьому голова»), одна из повестей Демьяна Бедного (в украинском переводе — «Дівчата»).